# Hynobius stejnegeri
Hynobius stejnegeri is een salamander uit de familie Aziatische landsalamanders (Hynobiidae). De soort werd voor het eerst wetenschappelijk beschreven door Emmett Reid Dunn in 1923.

## Uiterlijke kenmerken
Hynobius stejnegeri kan tot 15 centimeter lang worden, de lichaamskleur is meestal donkerbruin tot zwart met over het hele lijf lichtere, streepachtige gele tot witte vlekjes; de buik is wit en de bovenzijde van de staart bij volwassen exemplaren is meestal geel aan de bovenzijde. Het zijn gedrongen dieren met een korte, zijdelings afgeplatte staart en grove kop en meestal rode tot oranje ogen.

## Verspreiding en habitat
De salamander komt voor in Azië en leeft endemisch in Japan. De habitat bestaat uit koele bergbeken met lage temperaturen in bergachtige streken. Het is een sloom dier dat insecten en kleine weekdieren eet in de blader- of moslaag op de oevers van stroompjes. De salamander is overwegend landbewonend en schuilt onder stenen of omgevallen boomstammen.

## Voortplanting
Zoals bij veel soorten salamanders vindt de voortplanting volledig uitwendig plaats; na een kort paringsritueel laat het mannetje een zaadpakketje achter dat door een vrouwtje wordt opgenomen. De eitjes worden in een worst-achtige streng opgehangen boven het waterpeil in rotsspleten, scheuren in de bodem en dergelijke tijdelijke watertjes.